# Фрикадельки
Фрикаде́льки, фрикаде́ли (от итал. frittatella — «жаренное на сковороде» через нем. Frikadelle или фр. fricadelle) — кулинарное изделие в форме шариков из мясного, реже рыбного фарша для последующего отваривания, припускания или тушения. Под различными названиями (митболы, кюфта, фэгготы) мясные шарики известны многим кухням мира. Жареные фрикадельки — национальное блюдо в Швеции и Дании.
Блюдо под названием fricadelle/Frikadelle/frikadeller, распространённое в Северной Европе, представляет собой мясные шарики, жаренные на сковороде или во фритюре, которые обычно сервируют под томатным соусом с картофельным гарниром. Немецкие фрикадели имеют плоскую круглую или овальную форму и почти всегда панируются. Европейским фрикаделям и фрикаделькам в старой русской кухне соответствовали биточки, в современной — жареные котлеты или тушенные в соусе тефтели, а заимствованным из немецкого или французского словом «фрикадельки» по-русски обозначают мясной аналог клёцек шарообразной формы размером с вишню или грецкий орех и весом 7—10 г: их преимущественно отваривают для гарнирования супов — прозрачных и заправочных. Мясные или рыбные клёцки в форме катышков называются кнелями.
Фарш для суповых фрикаделек готовят из котлетной массы (с добавлением хлеба) и без него и приправляют слегка пассерованным мелко рубленным репчатым луком, сырым яйцом, сливочным маслом. В некоторых советских кулинарных изданиях встречаются «фрикадели» в качестве тушёного или запечённого второго блюда, синонимично тефтелям. Мясные паровые фрикадельки рекомендовались в лечебном питании. В СССР выпускали замороженные полуфабрикаты «фрикадельки киевские» из говяжьей и свиной котлетной массы с добавлением сухого молока и «фрикадельки останкинские» из говяжьей и свиной рубленой массы для быстрого приготовления первых и вторых блюд и консервированные куриные и рыбные фрикадельки.